# Kamienica przy ulicy Kuźniczej 60-62 we Wrocławiu
Kamienica przy ulicy Kuźniczej 60-62 – zabytkowa kamienica przy ulicy Kuźniczej we Wrocławiu.

## Historia
Zachowane relikty odkryte w rejonie posesji 60-62 pochodzą z XIV i XV wieku. Na działkach znajdowały się wąskie dwu lub trzyosiowe budynki w układzie szczytowym. Około 1600 roku na działce nr 60 wzniesiono renesansową kamienicę. W 1868 roku kamienica została przebudowana. W 1846 roku przebudowano kamienice nr 61.

## Po 1945 roku
Podczas działań wojennych w 1945 roku ciąg kamienic od numeru 60 do 66 uległa poważnym zniszczeniom. Jedynie renesansowa kamienica nr 60 nadawała się do odrestaurowania; pozostałe budynki zostały wyburzone, w tym kamienica nr 61 i 62. W latach 1954–1956 w ich miejsce wzniesiono skromne klasycystyczne, czteroosiowe kamienice według projektu architekta Emila Kaliskiego. Kamienice zostały cofnięte o jeden trakt względem pierwotnej linii zabudowy.
Kamienica szczytowa nr 60 została odbudowana w renesansowej formie; w części parterowej wykonano podcień. Dwuosiowa, trzykondygnacyjna kamienica zakończona jest jednokondygnacyjnym neomanierystycznym szczytem ujętym w niewielkie woluty. Na parterze w części południowej, znajduje się XVI wieczny portal renesansowy z nadświetlem, zamkniętym łukiem dwuramiennym.